# Keith Lehrer
Keith Lehrer (né le 10 janvier 1936 à Minneapolis) est un philosophe États-Unis, professeur émérite de philosophie à l'université d'Arizona et professeur chercheur en philosophe à l'université de Miami en Floride où il passe la moitié de chaque année scolaire. Il a rejoint le corps professoral de l'université de l'Arizona en 1973, où il a aidé à construire un programme d'études supérieures. Il a auparavant enseigné à l'université de Rochester.

## Carrière
Lehrer obtient son Ph.D. en philosophie de l'université Brown où il étudie auprès de Richard Taylor et Roderick Chisholm. Parmi ses centres de recherche figurent l'épistémologie, le libre arbitre, le consensus rationnel de prise de décision, Thomas Reid et, récemment, l'esthétique.
Lehrer est un ancien président de la division Pacifique de l'American Philosophical Association (APA) et a également exercé la fonction de directeur exécutif de l'APA pendant quelques années. Il est élu fellow de l'Académie américaine des arts et des sciences.
Le livre de Lehrer, Why Not Skepticism? est utilisé dans de nombreux cours d'introduction à la philosophie comme introduction cohérente et lisible sur le sujet. Il est l'auteur de sept livres sur des sujets philosophiques et de plus de 170 articles scientifiques. Lehrer est peut-être mieux connu pour sa défense de la cohérence de la théorie de la justification en épistémologie. Il est à l'origine de l'exemple de Truetemp très discuté.
Lehrer et son épouse Adrienne Lehrer sont aussi artistes. Leurs œuvres ont été exposées à la Vincent Gallery de Coconut Grove en Floride durant son séjour à l'université de Miami où il était professeur invité.
Lehrer a également été professeur invité au département de philosophie de Franklin et au Marshall College en 2011.

## Publications
Livres
- Art, Self, and Knowledge (Oxford, 2011)
- Self Trust: A Study of Reason, Knowledge and Autonomy (Oxford, 1997)
- Philosophical Problems and Arguments: An Introduction (Hackett, 1992, 4e ed.), avec James Cornman et George Pappas
- Metamind (Oxford, 1990)
- Theory of Knowledge (Westview, 1990)
- Thomas Reid (Routledge, 1989)
- Rational Consensus in Science and Society: A Philosophical and Mathematical Study (D. Reidel, 1981), avec Carl Wagner
- Knowledge (Oxford, 1974)

Articles
- Love and Autonomy, dans Love Analyzed, ed. R. Lamb, Westview Press, 1997.
- Semantic Fields and Vectors of Meaning, avec Adrienne Lehrer, dans Lexical Semantics, Cognition and Philosophy, B. Lewandowska-Tomaszcyzyk, Lødz University Press, 1998.
- Meaning, Exemplarization and MEtarepresentation, rédigé pour Metarepresentation, Dan Sperber ed., a volume of Vancouver Studies in Cognitive Science.
- Acceptance and Belief Reconsidered, dans un volume édité par P. Engel, Belief and Acceptance, à paraître chez Kluwer dans Philosophical Studies Series.
- Justification, Knowledge and Coherence, à paraître dans Erkenntnis.
- 'Rationality, à paraître dans Guidebook to Epistemology, Blackwell's, édité par J. Greco et E. Sosa.
- Individualism versus Communitarianism: A Consensual Compromise, rédigé pour un symposium au World Congress of Philosophy, Boston, août 1998.
- Reid, Hume and Common Sense, à paraître dans Reid Studies.

Livres édités
- Knowledge, Teaching and Wisdom (Kluwer, forthcoming), avec Jeannie Lum, Beverly Slichta et Nicholas Smith
- Austrian Philosophy, Past & Present (Kluwer, in process), avec Johann Marek.
- An Opened Curtain: A U.S.-Soviet Philosophical Summit (Westview, 199), avec Ernest Sosa
- Knowledge and Skepticism (Westview, 1989), avec Marjorie Clay
- Science and Ethics (Rodopi, 1988) Thomas Reid's Inquiry and Essays (Hackett, 1983), avec Ronald Beanblossom
- Analysis and Metaphysics: Essays in Honor of R.M. Chisholm (D. Reidel, 1975)
- New Readings in Philosophical Analysis (Appleton-Century-Crofts, 1972), avec Herbert Feigl et Wilfrid Sellars
- Theory of Meaning (Prentice Hall, 1970) avec Adrienne Lehrer
- Freedom and Determinism (Random House, 1966).

Livres relatifs à Keith Lehrer
- Keith Lehrer, edited by Radu Bogdan, Reidel, 1980.
- The Current State of the Coherence Theory: Critical Essays on the Epistemic Theories of Keith Lehrer and Laurence Bonjour, edited by John W. Bender, Kluwer, 1989.
- Metamind, Knowledge, and Coherence: Essays on the Philosophy of Keith Lehrer, edited by Johannes Brandl, Wolfgang Gombocz, and Christian Piller, Rodopi, 1991.
- The Epistemology of Keith Lehrer (Series: Philosophical Studies Series, Vol. 95), edited by Erik J.Olsson, 2003, 364 p., Hardcover.